# Drassinella sonoma
Espèce
Drassinella sonoma est une espèce d'araignées aranéomorphes de la famille des Liocranidae.

## Distribution
Cette espèce est endémique de Californie aux États-Unis,. Elle se rencontre dans les comtés de Sonoma et de San Mateo.

## Description
La femelle holotype mesure 3,86 mm et le mâle 2,64 mm.

## Systématique et taxinomie
Cette espèce a été décrite par Platnick et Ubick en 1989.

## Étymologie
Son nom d'espèce lui a été donné en référence au lieu de sa découverte, le comté de Sonoma.

## Publication originale
- Platnick & Ubick, 1989 : « A revision of the spider genus Drassinella (Araneae, Liocranidae). » American Museum Novitates. no 2937, p. 1-12 (texte intégral).